# 特拉曼达伊河南美荷兰鱼
特拉曼达伊河南美荷蘭魚，為輻鰭魚綱脂鯉目脂鯉亞目脂鯉科南美荷蘭魚屬的其中一個種。

## 扩展阅读
- 維基物種上的相關：特拉曼达伊河南美荷蘭魚